# 1066
Cette page concerne l'année 1066  du calendrier julien. Pour l'année 1066 av. J.-C., voir 1066 av. J.-C.
L'année 1066 est une année commune qui commence un dimanche.

## Événements

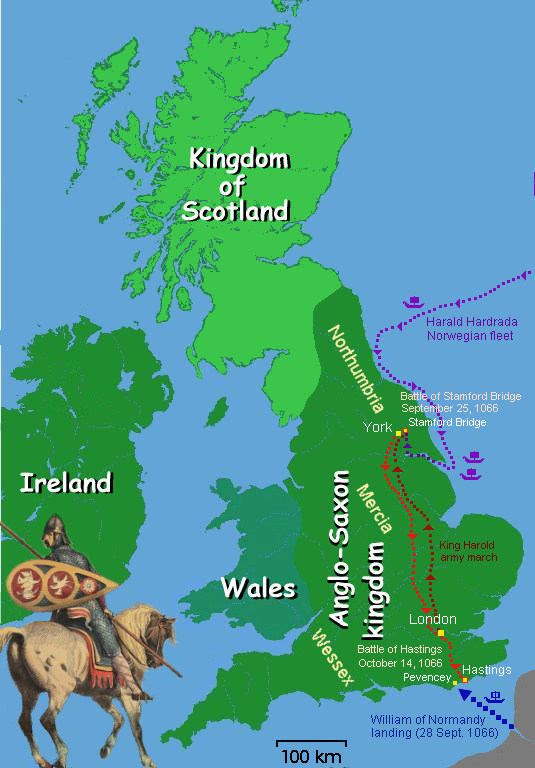
Les mouvements de troupes avant la bataille de Hastings.

- 6 janvier : Harold II est élu roi d'Angleterre au détriment d'Edgar Atheling[1] (fin de règne le 14 octobre).

- 3 février : Rostislav (en), prince de Tmoutarakan, est empoisonné par un agent byzantin[2].
- 20 mars : observation de la comète de Halley[3].
- 27 juin : martyre du diacre de la cathédrale de Milan Ariald de Carimate ; le mouvement de la Pataria a obtenu du pape Alexandre II l'excommunication de l'archevêque de Milan Guy de Velate pour simonie, ce qui provoque une forte agitation à Milan. Ariald est chassé de la ville, capturé et emmené sur une île du Lac Majeur où il est torturé et mutilé, puis jeté dans le lac. Son corps réapparait intact dix mois plus tard, le 3 mai 1067. Les milanais se réunissent autour du corps du martyr et le chevalier Erlembald (en) prend la tête du mouvement des Patarins[4].
- 13 juillet : Henri IV du Saint-Empire épouse à Tribur Berthe de Turin[5]. Il engage une procédure de divorce en 1069[6].

- 12 août : Guillaume le Conquérant rassemble sa flotte sur la Dives[1].
- 24 août : consécration par Théoduin de Bavière, évêque de Liège, en présence de Libert, évêque de Cambrai, de l'église de Notre-Dame de Huy, reconstruite, après sa destruction en 1053 par le comte de Flandre Baudouin V le Pieux (v. 1012-1067)[7].
- 26 août : la ville de Huy (Belgique actuelle) obtient la première charte des libertés communales octroyée en Europe occidentale, accordée pour remercier les habitants de leur contribution à la reconstruction de l'église de Notre-Dame[7].
- 12 septembre : la flotte normande est à Saint-Valery[1].
- 20 septembre : bataille de Gate Fulford[1], première bataille pour le trône d'Angleterre, Edwin, comte de Mercie et Morcar, comte de Northumbrie sont défaits par les Norvégiens d'Harald Hardrade, ses alliés écossais et ses mercenaires flamands. La ville d'York est prise par les vainqueurs.

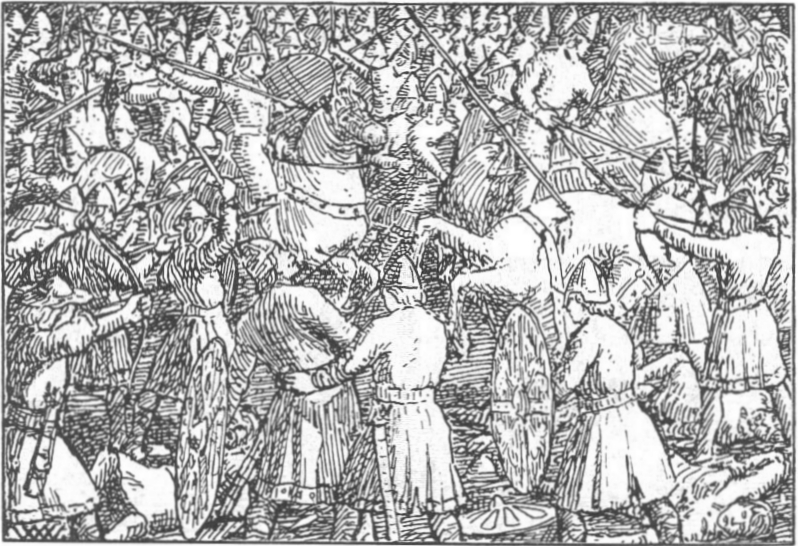
25 septembre : bataille de Stamford Bridge

- 25 septembre : bataille de Stamford Bridge[1], deuxième bataille pour le trône d'Angleterre, le roi Harold II défait les Norvégiens. Tostig (Toste), frère d'Harold II et le roi de Norvège Harald Hardrade sont tués dans la bataille. Début du règne de Magnus II (1066-1069), rois de Norvège. Il associe au trône son frère Olav III Haraldsson Kyrre (le Tranquille) (fin de règne en 1093).
- 27 septembre : la flotte de Guillaume le Conquérant embarque pour l'Angleterre[1].
- 28 septembre[1] : Guillaume le Conquérant, duc de Normandie, débarque en Angleterre avec 500 navires et 8 000 hommes, dans la baie de Pevensey.
- 28 septembre : Guillaume est à Hastings[1].

- 1er octobre : Harold II doit se replier vers le sud.
- 6 octobre : Harold II est à Londres, qu'il quitte le 11[1].

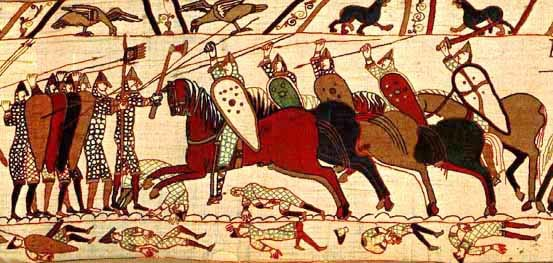
14 octobre : bataille d'Hastings. Fragment de la tapisserie de Bayeux.

- 14 octobre (samedi) : Guillaume vainc et tue Harold II à la bataille d'Hastings (bataille du Pommier gris)[1].
- 21 octobre : Guillaume occupe Douvres[1].
- 29 octobre : Guillaume occupe Cantorbéry[1]

- Décembre : Guillaume marche sur Londres qu’il encercle[1]. Il saccage le pays, forçant les nobles anglo-saxons à la reddition.
- 11 décembre : mort de Conan II de Bretagne. Hoël, fils du comte de Cornouaille Alain Canhiart, devient duc de Bretagne par son mariage avec Havoise (fin en 1084).
- 25 décembre : Guillaume le Conquérant est couronné roi d'Angleterre[1] à l’abbaye de Westminster par l’archevêque anglo-saxon Stigand (fin de règne en 1087). Il partage les domaines qui se retrouvaient sans seigneurs avec ses vassaux et alliés[8]. La forme primitive de régime vassalique (thegns anglo-saxons) est remplacée par une féodalité au service de la monarchie : toute terre appartient au roi par droit de conquête et donc tout fief dépend du roi et les barons, qui tiennent directement leurs terres du roi, ne font pas écran entre le roi et leurs propres vassaux.
- 30 décembre : massacre de Grenade. En Espagne, le vizir juif de Grenade Joseph, fils de Samuel Ha-Naguid, est assassiné par des musulmans. La communauté juive de Grenade est massacrée[9]. Les survivants se dispersent dans les autres villes.

- Début du règne d'Harshavarman III, roi du Cambodge (fin en 1080)[10].
- En Italie, le comte Richard d'Aversa prend Ceperano et ravage la campagne romaine[11].
- Baudouin V rédige la charte de fondation de la collégiale Saint-Pierre de Lille, premier document historique qui mentionne la ville de Lille[12].